# John Birkin
Pour les articles homonymes, voir Birkin (homonymie).
John Birkin (né en 1953) est un réalisateur et producteur britannique.

## Filmographie

### comme réalisateur
- 1987 : French and Saunders ("French and Saunders") (série télévisée)
- 1988 : "1st Exposure" (1988) TV Series
- 1990 : Harry Enfield's Television Programme (série télévisée)
- 1991 : The Trouble with Mr. Bean (vidéo)
- 1992 : The Merry Mishaps of Mr. Bean (vidéo)
- 1992 : The Perilous Persuits of Mr. Bean (vidéo)
- 1992 : Tales from the Poop Deck (série télévisée)
- 1993 : Chef! (série télévisée)
- 1993 : The Smell of Reeves and Mortimer (série télévisée)
- 1994 : The Final Frolics of Mr. Bean (vidéo)
- 1994 : The Honeymoon's Over (TV)
- 1995 : Unseen Bean (vidéo)
- 1995 : Mister Fowler, brigadier-chef ("The Thin Blue Line") (série télévisée)
- 1996 : Never Mind the Horrocks (TV)
- 1997 : The Best Bits of Mr. Bean (vidéo)
- 1997 : Dame Edna Kisses It Better (série télévisée)
- 1997 : It's Ulrika! (TV)
- 1998 : You Are Here (TV)
- 1999 : Mrs. Merton and Malcolm (série télévisée)
- 2000 : Victoria Wood with All the Trimmings (TV)
- 2000 : "The Creatives" (1998) TV Series
- 2001 : The Fitz (série télévisée)
- 2002 : Dead Ringers (série télévisée)
- 2003 : The Sitcom Story (TV)

### comme producteur
- 1993 : The Smell of Reeves and Mortimer (série télévisée)